# Cultura de Tazabagíabe
A Cultura de Tazabagíabe (Tazabagyab; em usbeque: Tozabogʻyop) é uma cultura arqueológica da Idade do Bronze tardia que floresceu na Ásia Central ao longo do curso inferior do rio Amu Dária e na margem sul do mar de Aral desde o século XIX ou final do XIV a.C. até c. 1 100 a.C. Foi um ramo meridional da cultura de Andronovo e era composta por povos indo-arianos.

## Origens
A cultura de Tazabagíabe surgiu cerca de 1 500 a.C. ou, segundo outros autores, c. século XIX a.C., como uma variante meridional da cultura de Andronovo, mas ao contrário dos povos desta última, que eram em larga medida pastoris, as populações da cultura de Tazabagíabe eram sobretudo agricultores. É provável que descendessem de indo-arianos pastores da estepe do norte que se expandiram para sul e fundaram comunidades agrícolas.

## Caraterísticas
Os povoados Tazabagíabe mostram evidências de agricultura de irrigação em pequena escala. Foram descobertos cerca de cinquenta desses povoados, que tinham casas subterrâneas retangulares, geralmente três em cada aldeia. As casas eram em geral grandes, algumas com mais de 10x10 metros de perímetro. A maior parte delas eram de barro, com tetos em cana que eram suportados por pilares de madeira. Estima-se que cada aldeia tivesse em média cerca de dez famílias e cem habitantes. Nelas foram encontradas estatuetas e restos de cavalos.
Nos enterramentos Tazabagíabe, os homens eram enterrados virados para a sua esquerda e as mulheres viradas para a sua direita, uma prática similar às culturas contemporâneas de povos indo-europeus na região, como a de Andronovo, Bisquente, Vakhsh (ambas no que é atualmente o sul do Tajiquistão) e Suate (ou cultura dos túmulos de Gandara, no que é hoje o norte do Paquistão), bem como à anterior cultura da cerâmica cordada da Europa Central e de Oriental.
Os objetos de metal da cultura Tazabagíabe são similares aos da cultura de Andronovo no Cazaquistão e aos da cultura de Srubnaia mais a oeste. Há evidências arqueológicas que os povoados Tazabagíabe tinham artesãos metalúrgicos. A cerâmica era do tipo Namasga VI, o qual era comum por toda a Ásia Central naquele tempo. A cerâmica de Tazabagíabe encontra-se numa extensa área.
O povo de Tazabagíabe parece ter controlado o comércio de minerais como cobre, estanho e turquesa, e produtos pecuários, como cavalos, laticínios e couro. Isso deve ter-lhes dado um grande poder políticos nas antigas cidades de oásis do complexo arqueológico da Báctria-Margiana (BMAC ou civilização do Oxo). A sua mestria em carros de guerra deve ter-lhes dado o controlo militar. Estes fatores provavelmente incentivaram a integração social, política e militar.

## Sucessores
O antropólogo David W. Anthony sugere que a cultura de Tazabagíabe pode ter sido a origem dos povos indo-arianos primitivos que compilaram o Rigueveda (o texto sagrado mais antigo do hinduísmo), dos guerreiros com carros de guerra que dominaram um reino hurrita no norte da Síria c. 1 500 a.C. e dos monarcas de Mitani da mesma altura. 